# Moyen francique
Pour les articles homonymes, voir Francique.
Ne doit pas être confondu avec Moyen allemand.

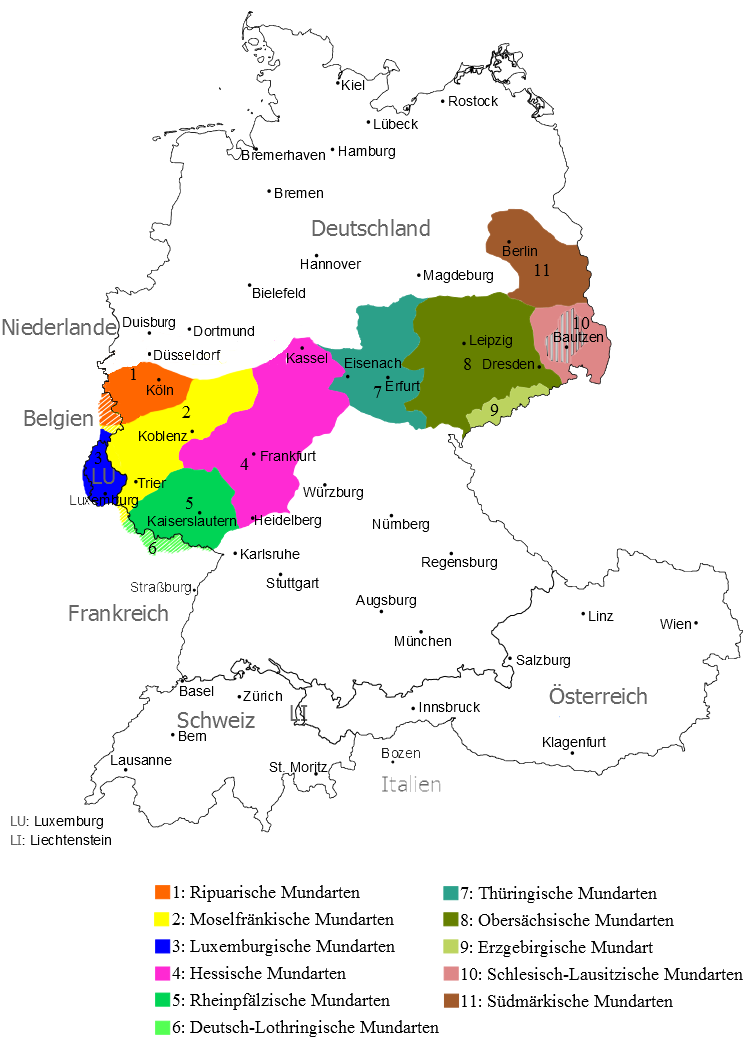
Carte (en allemand) des différents dialectes de type moyen allemand : sur la carte, les dialectes du moyen allemand occidental portent les numéros de 1 à 6, dont ceux du moyen francique numérotés 1-2-3.

Le moyen francique (en allemand : Mittelfränkisch) est un rameau du moyen allemand occidental. Le moyen francique et le francique rhénan sont les deux seuls membres de ce dernier groupe. Le moyen allemand occidental s'intègre à son tour, avec le moyen allemand oriental, dans le groupe moyen allemand.
Le moyen francique se divise comme suit :
- Francique ripuaire ;
- Francique mosellan ;
  - Francique luxembourgeois.

Le moyen francique comprend les langues parlées sur une large bande de l'extrême centre-ouest de l'Allemagne, au Luxembourg, dans l'est de la Belgique, dans le sud-est des Pays-Bas et dans le nord-est de la France, en Lorraine. Cependant, le francique rhénan de Lorraine, qui fait partie du francique lorrain avec le luxembourgeois et le francique mosellan, ne fait pas partie du moyen francique. 